# Ист-Уинсор (Нью-Джерси)
Ист-Уинсор (англ. East Windsor) ― тауншип в округе Мерсер, штат Нью-Джерси, США. Расположен на пересечении дорог между регионом Делавэр-Вэлли на юго-западе и регионом Раритан-Валли на северо-востоке, тауншип является пригородом внешнего кольца в столичном регионе Нью-Йорк, согласно определению Бюро переписи населения США, но непосредственно граничит с метрополитеном Филадельфии и является частью торговой зоны Филадельфии, обозначенной Федеральной комиссией по связи. Поскольку Ист-Виндзор расположен на пересечении нескольких основных автомагистралей, которые обслуживают как крупные города Нью-Йорк и Филадельфию, так и местные коммерческие центры в близлежащих Фрихолде, Принстоне и столице штата Трентоне, этот район, долгое время был жилым, коммерческим и промышленным центром в самом сердце центральной части Нью-Джерси.
По данным переписи США 2020 года, население Ист-Уинсора составляло 30 045 человек, что является самым высоким показателем за десятилетие и на 2855 человек (+10,5%) больше, чем 27 190 человек, зарегистрированных в ходе переписи 2010 года, что, в свою очередь, отражает увеличение на 2271 человек. (+9,1%) из 24 919 человек, учтенных в переписи 2000 года.
И Ист-Уинсор, и Норт-Уинсор были образованы, когда 9 февраля 1797 года городок Уинсор был разделен, в то время как этот район все еще был частью графства Мидлсекс. Он был инкорпорирован актом законодательного собрания штата Нью-Джерси от 21 февраля 1798 года как один из первоначальных 104 тауншипов штата Нью-Джерси. Части тауншипа были объединены в районы Хайтстаун (5 марта 1853 года, в составе Восточного Виндзора; стал независимым около 1894 года) и Вашингтон тауншип (11 марта 1860 года, с 2007 года известен как Робинсвилл тауншип). Городок был назван в честь городка Виндзор, который был назван в честь английского Виндзора.

## География
По данным Бюро переписи населения США, общая площадь тауншипа составляет 15,66 квадратных миль (40,55 км2), из которых 15,57 квадратных миль (40,32 км2) занимает суша, а 0,09 квадратных миль (0,23 км2) ― вода (0,57%).

## Экономика
Фармацевтические фирмы, расположенные в Ист-Уинсоре, включают Hovione, CoreTech, Aprecia, Sabinsa, Novotec, Aurobindo и Windsor Labs.
Вдоль шоссе 130 расположены многочисленные магазины. В центре соседнего Хайтстауна есть рестораны, бутики, художественные галереи и исторические достопримечательности . Downtown Hightstown, Inc., основанная в 2008 году, является организацией владельцев бизнеса и заинтересованных сторон в сообществе Хайтстауна, целью которой является продвижение уникальной способности города быть достаточно большим, чтобы предоставлять разнообразные бизнес-услуги, и в то же время достаточно маленьким, чтобы предлагать отличный персональный сервис для жителей, посетителей и клиентов.
Местные торговые центры, в том числе Freehold Raceway Mall в Фрихолд, Quaker Bridge Mall в Лоуренс и Princeton Market Fair в Принстоне, находятся недалеко от отеля.

## Климат
Согласно климатической классификации Кеппена, в тауншипе Ист-Уинсор преобладает влажный континентальный климат с жарким летом (Dfa).